# Juan Carlos Russo
Juan Carlos Russo (...) è un ex calciatore argentino, di ruolo attaccante.

## Caratteristiche tecniche
Giocava come ala destra.

## Carriera

### Club
Russo debuttò in Primera División argentina nella stagione 1955 con la maglia del River Plate. Dopo aver vinto due campionati (1955 e 1956) con il club di Núñez da riserva (fu utilizzato molto poco: 4 presenze e 1 gol in 2 anni) passò all'Atlanta, neopromossa in massima serie. In quella stagione giocò 20 incontri, mettendo a segno 5 gol; partecipò, con una apparizione, anche alla vittoria della Copa Suecia. In seguito militò nell'All Boys e nel 1960 vinse il campionato di Primera D con lo Sportivo Italiano.

## Palmarès

### Club

#### Competizioni nazionali
- Campionato argentino: 2

River Plate: 1955, 1956
- Copa Suecia: 1

Atlanta: 1958
- Primera D: 1

Sportivo Italiano: 1960